# Comuna Medulin, Istria
Medulin este o comună în cantonul Istria, Croația, având o populație de 6.481 de locuitori (2011).

## Demografie
Componența etnică a comunei Medulin
     Croați (73,97%)
     Italieni (3,6%)
     Sârbi (3,39%)
     Albanezi (2,96%)
     Bosniaci (1,77%)
     Sloveni (1,25%)
     Necunoscut (2,64%)
     Neclasificat (9,29%)
Componența confesională a comunei Medulin
     Catolici (69,42%)
     Fără religie și atei (15,04%)
     Musulmani (3,13%)
     Ortodocși (3,12%)
     Agnostici și sceptici (1,62%)
     Necunoscută (6,85%)
     Alte religii (0,82%)
Conform recensământului din 2011, comuna Medulin avea 6.481 de locuitori. Din punct de vedere etnic, majoritatea locuitorilor (73,97%) erau croați, existând și minorități de afiliați religios (7,73%), italieni (3,6%), sârbi (3,39%), albanezi (2,96%), bosniaci (1,77%) și sloveni (1,25%). Apartenența etnică nu este cunoscută în cazul a 2,64% din locuitori. Din punct de vedere confesional, majoritatea locuitorilor (69,42%) erau catolici, existând și minorități de persoane fără religie și atei (15,04%), musulmani (3,13%), ortodocși (3,12%) și agnostici și sceptici (1,62%). Pentru 6,85% din locuitori nu este cunoscută apartenența confesională.